# Pervomáiskoye (Výselki, Krasnodar)
Pervomáiskoye (del ruso: Первомайское) es un jútor del raión de Výselki del krai de Krasnodar, en Rusia. Está situado en la orilla derecha del río Beisug, 10 km al sur de Výselki y 88 km al nordeste de Krasnodar, la capital del krai. Tenía 538 habitantes en 2010
Pertenece al municipio Výselkovskoye.